# Turiška vas
Turiška vas – wieś w Słowenii, w gminie miejskiej Slovenj Gradec. W 2018 roku liczyła 152 mieszkańców. 